# Palais Rosen
Le palais Rosen (estonien : Roseni palee) ou palais von Rosen (estonien : Von Roseni palee) est un bâtiment de Kesklinn à Tallinn en Estonie.

## Présentation
Le Palais Rosen est situé dans la vieille ville de Tallinn.
De nos jours, il abrite, l'ambassade de Suède. 
Le bâtiment est classé monument culturel n° 3041.

## Histoire
À l’époque suédoise, relativement peu de maisons ont été construites à Tallinn. 
Durant la période suédoise, cependant, de nombreuses maisons reçurent une nouvelle façade. Il était courant de construire deux maisons l’une à côté de l’autre et d’avoir une large façade commune. C'était très à la mode dans la seconde moitié du XVIIe siècle. 
La maison de la famille von Rosen a été construite dans les années 1670, le palais est l'un des plus beaux exemples du baroque classique en Estonie. Avec sa façade harmonieusement composée, ses colonnes divisées de manière rythmée ainsi que son toit élevé, le palais est un bâtiment tout à fait unique à Tallinn. Il y avait une maison similaire à Narva avant la dernière guerre mondiale.
Axel von Rosen est né en 1624 à en Ingrie. Il est le fils de Bogislaus von Rosen gouverneur de la province d'Ingrie (et). Le gouverneur était un homme très riche qui prêta généreusement une grosse somme d'argent au royaume de Suède lorsque Gustave II Adolphe préparait son armée pour la guerre de Trente Ans. Son fils Axel a été élevé par Johan Skytte (en), qui s'est occupé de son éducation. Après ses études à Uppsala, Axel von Rosen part en Europe pour parfaire ses études. La lettre de recommandation de la reine Christine a ouvert la voie aux universités de Leyde et de Paris. Après avoir étudié en Europe, le père d'Axel l'a invité en Estonie, où il est devenu vice-président du tribunal de Tartu et quelques années plus tard, administrateur adjoint de l'Estonie.
La construction fut achevée au début des années 1670, mais Axel von Rosen ne put profiter longtemps de son beau palais, il mourut en 1679 et fut enterré dans l'église Saint-Olaf de Tallinn. 
Il lègue la maison à son fils cadet, Bengt Gustav von Rosen, qui la lègue à son tour à sa fille. À la fin du XVIIIème siècle, le terrain a été vendu au vice-amiral de la flotte baltique de l'Empire russe, Andrei Polyanski, et la maison a été utilisée comme bâtiment de l'amirauté de la flotte de la Baltique, située à Tallinn. 

## Galerie

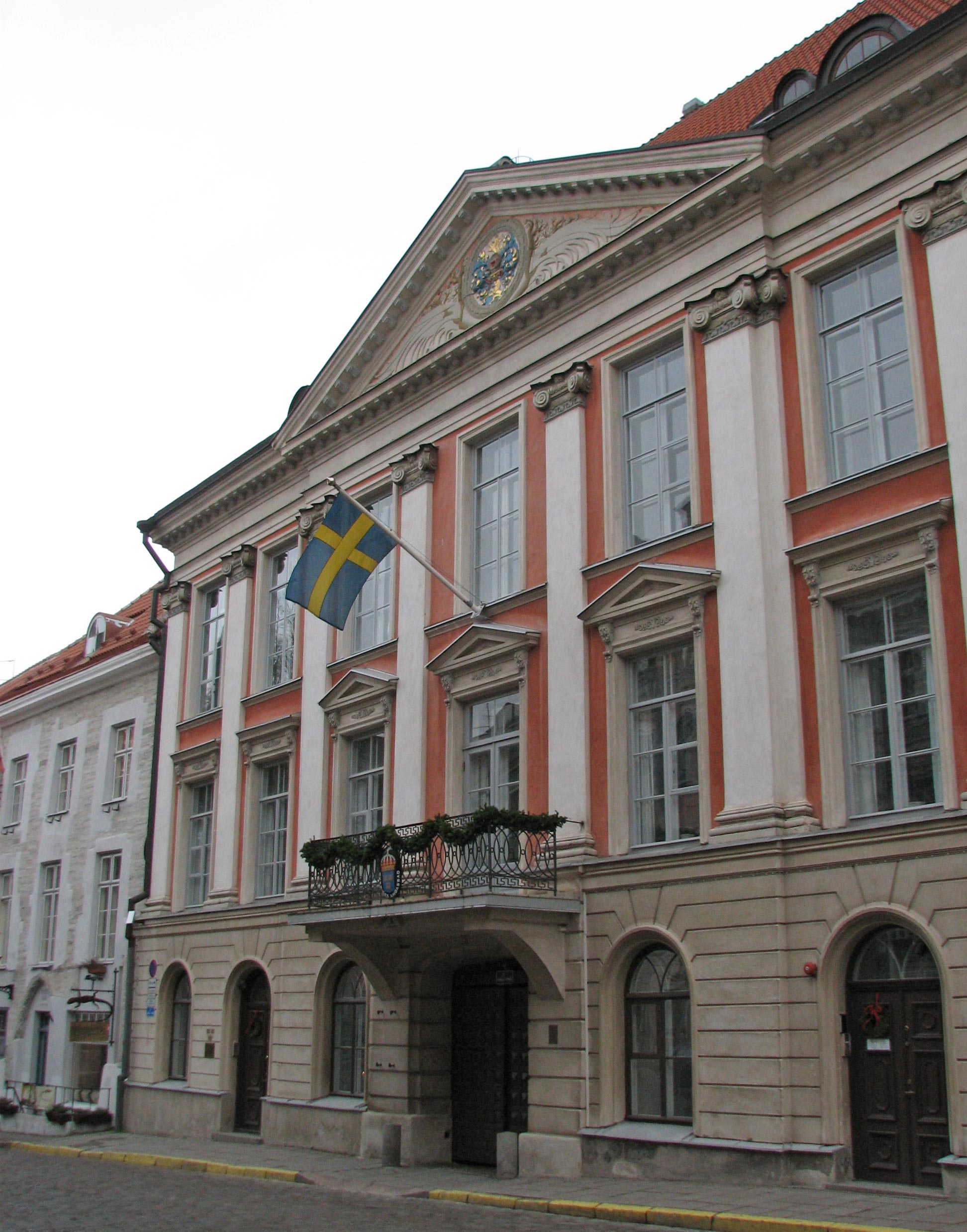
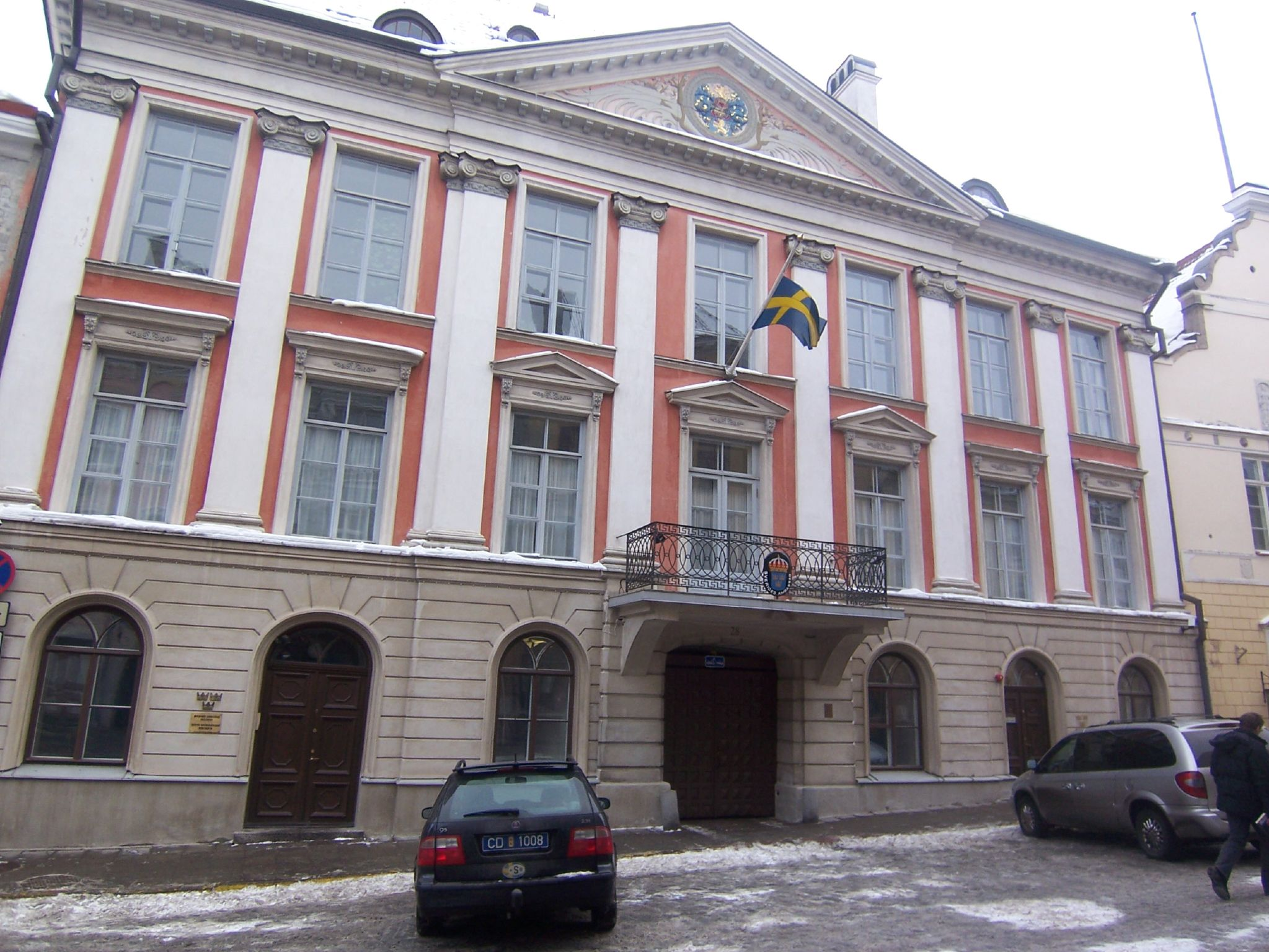
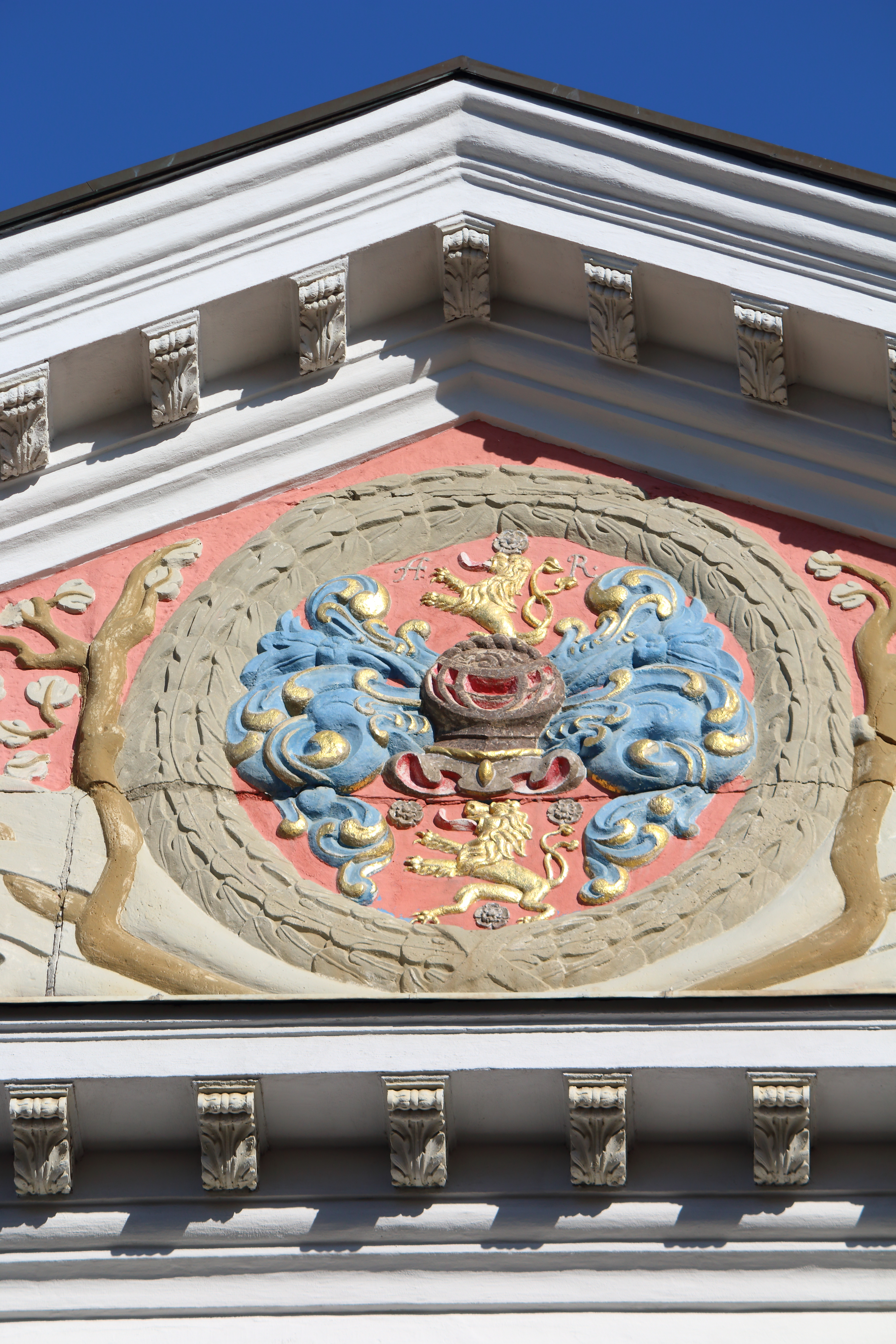
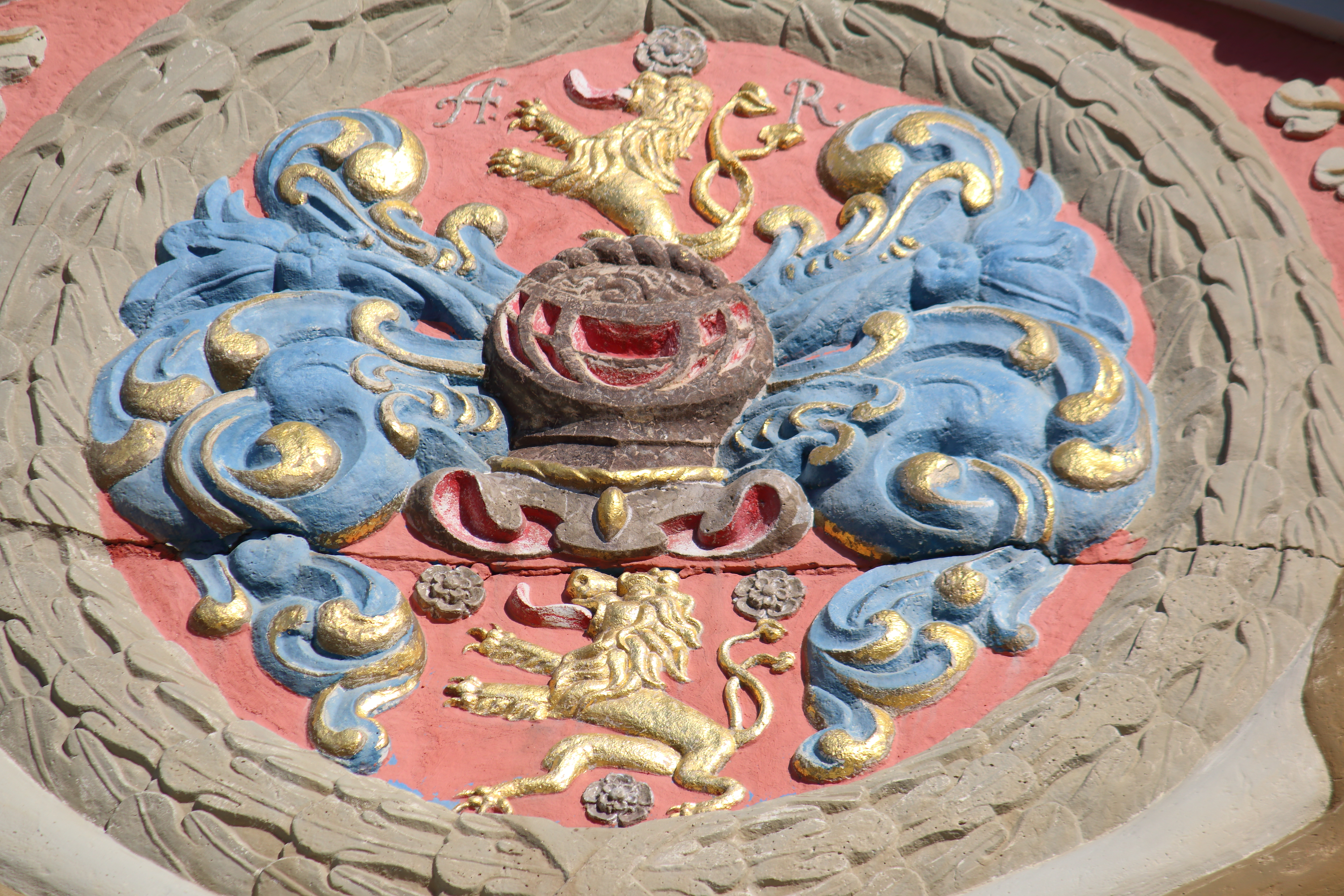